# Complejo Pitrén
La cultura Pitrén  es un complejo cultural agroalfarero temprano de Chile y Argentina. Las comunidades comprendidas bajo esta denominación se ubicaron entre el río Bío Bío por el norte  y el lago Llanquihue, ubicado en la región de los Lagos por el sur,  hasta el centro de Neuquén por el este. Por su ubicación y data es considerada como una de las culturas premapuches.

## Descripción
Previamente a la aparición de la cultura Pitrén, la zona habría sido habitada por paleoamericanos cazadores recolectores, tales como la que habitaron los sitios de Pilauco Bajo y Monte Verde. De esta cultura conocemos tan solo las tumbas que dejaron, en las cuales se han preservado hasta nuestros días únicamente las ofrendas de cerámica.
Los estudiosos parecen coincidir en que Pitrén constituye la primera expresión agroalfarera en el sur de Chile y oeste de la provincia argentina del Neuquén; siendo una sociedad que está en transición entre dos etapas culturales radicalmente diferentes; aquella en que el hombre vive cazando y recolectando, enteramente a expensas de la naturaleza.  y otra posterios en que se inicia la producción de alimentos.

### Cultivo, caza y recolección
En la prehistoria americana se ha acostumbrado llamar con el nombre de Período Agroalfarero a la etapa cultural de producción de alimentos a través de la agricultura, ya en la mayoría de los casos esta aparece asociada junto a la aparición de la cerámica; Sin embargo, si bien en la cultura Pitrén se presenta un desarrollo notable de la cerámica, no hay indicios de tecnologías agrícolas de gran escala, como son la rotación de cultivos, trabajos de irrigación, fertilización de los suelos, etc. Al parecer, esta cultura solo cultivaba pequeños huertos de temporada en tierras que despejaba del bosque, trasladando su asentamiento cuando se agotaba el suelo. Ya hacia el año 600, estos grupos iniciaron el cultivo del maíz y de la papa, mediante el despeje de espacios entre los bosques, sin abandonar sus prácticas de caza y recolección.
Así, es posible que la actividad hortícola solo fuera un complemento de los recursos proporcionados por recolección y la caza, las que probablemente continuaron siendo una actividad protagónica para la subsistencia.

### Cerámica
Por el tipo de industria cerámica que utilizaban, se concluye que esta se originó por procesos culturales originados a partir de la llegada de innovaciones desde el norte de Chile; ya que la cerámica, elemento particular que ha caracterizado a estas comunidades, es la más antigua de la zona. 
En ella se encuentra el ketrumetawe, jarro con forma de ave, símbolo de la mujer casada; además de otra diversidad de jarros de estructuras globulares, con cuello cilíndrico y recto, con asa en el cuello o con asa recta que termina en una figura de animal, tales como patos, ranas o sapos en el extremo.
Así, la cerámica de Pitrén denota en un evidente contacto con las culturas de El Molle y Llolleo, ya que decoraban las piezas con un procedimiento denominado "pintura negativa"", también utilizado por sociedades de Chile Central en esa misma época; y aunque siendo la cerámica Pitrén, monocroma y más antigua a otras con las cuales coexistió durante un tiempo (como la alfarería polícroma del Complejo El Vergel), también logró subsistir hasta tiempos históricos y constituye igualmente una de las bases de la alfarería de los pueblos Mapuche, y Huilliche que habitarían posteriormente esta zona.